# Extraction liquide-liquide

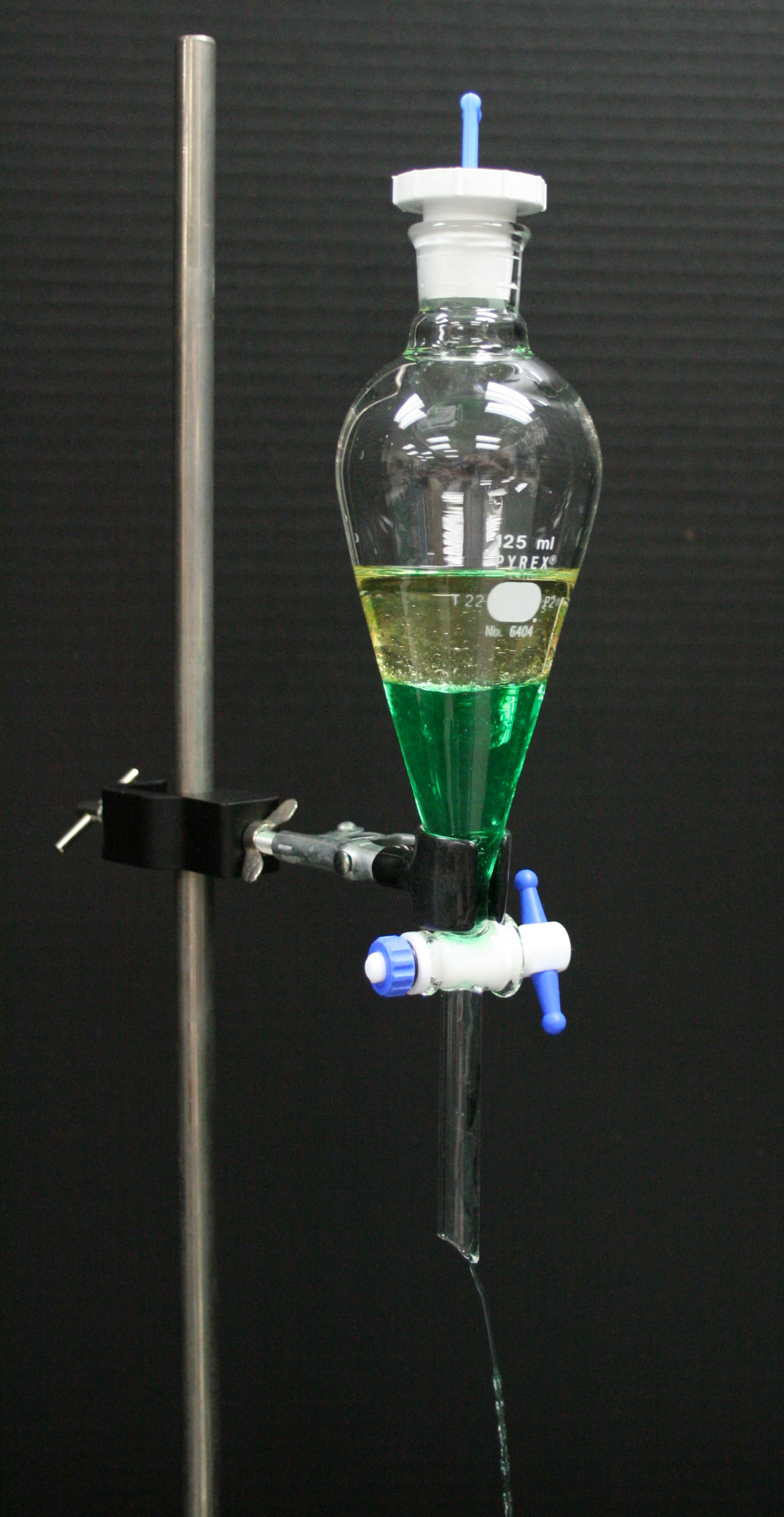
Ampoule à décanter contenant de l'huile et de l'eau colorée.

 (septembre 2023).
L'extraction liquide-liquide est un procédé de séparation en génie chimique, consistant en une extraction par transfert de matière (solutés) entre deux phases liquides.
Contrairement à l'opération de distillation, le produit extrait ne change pas de phase : un mélange binaire dont on veut effectuer la séparation est mis en contact avec un troisième liquide non miscible appelé « solvant » et retenu pour sa capacité à extraire préférentiellement l'un des éléments du mélange. Après l'opération, on récupère deux phases séparées par décantation : l'extrait, formé du solvant enrichi en soluté, ainsi que le raffinat, le mélange appauvri en soluté.
Cette opération, ordinaire dans l'industrie chimique, permet de séparer des produits ayant des températures d'ébullition très voisines (donc une distillation trop délicate) mais ayant des propriétés physico-chimiques différentes. Au laboratoire, c'est aussi une technique de purification très employée : dans une ampoule à décanter, les deux liquides séparent les solutés en fonction de leur solubilité dans chaque solvant. Au niveau industriel, on remplace, par exemple, l'ampoule à décanter par un extracteur centrifuge (en), une colonne d'extraction ou un mélangeur/décanteur.

## Domaines d'application
L'extraction liquide-liquide s'est d'abord développée dans l'hydrométallurgie pour la récupération des métaux dans des solutions aqueuses puis a été généralisée pour : la séparation de composés ayant des températures d'ébullition voisines, d'azéotropes, de produits thermosensibles et de composés ayant un faible coefficient de volatilité relative, la concentration ou la purification de solutions diluées et enfin l'obtention de produits de haute pureté comme les sels d'uranium de qualité nucléaire ou les sels de terres rares pour l'électronique et l'optique.

## Types
On distingue deux types d'extraction liquide-liquide. Le premier est l'extraction par échange d'ions : la phase d'alimentation s'enrichit d'une espèce contenue dans le solvant pendant que le soluté passe dans le solvant. Elle repose sur une réaction chimique et l'échange de cations et anions.
L'autre type est l'extraction compensée. Il s'agit d'un simple transfert de molécules ou d'agrégats d'ions globalement neutres. L'extraction peut être faite avec un réactif solvatant, permettant un transfert résultant d'interactions chimiques fortes, ou non solvatant.

## Étapes
Le procédé se déroule en trois étapes principales : 
L'extraction du soluté : en hydrométallurgie, la phase d'alimentation est généralement aqueuse et le solvant organique. En pétrochimie, les deux phases sont généralement organiques ;
Le lavage du solvant qui permet de retirer certaines impuretés extraites et ainsi améliorer la sélectivité du procédé ; 
La récupération du soluté de l'extrait qui peut être faite par distillation, évaporation ou nouvelle extraction liquide-liquide suivie d'une précipitation selon la nature et les propriétés physico-chimiques du soluté et du solvant.

## Choix du solvant
En général, la phase d'alimentation initiale est imposée, et les possibilités se limitent au choix du solvant possédant si possible les propriétés suivantes :
- une capacité d'extraction importante avec un rapport de distribution compris entre 5 et 50 ;
- une grande sélectivité vis-à-vis des solutés indésirables caractérisées par les facteurs de séparation ;
- une solubilité négligeable dans le raffinat ;
- une bonne stabilité chimique lors des opérations requises ;
- des caractéristiques physiques telles que les temps de séparation de phase et dispersion soient acceptables : viscosité, tension superficielle, masse volumique ;
- un impact minimal vis-à-vis de l'environnement, de la sécurité et de la tenue des matériaux.

Un solvant satisfaisant l'ensemble de ces conditions faisant souvent défaut, c'est le meilleur compromis qui est retenu. Il est également possible de recourir à des mélanges comme l'addition d'un diluant modifiant les propriétés physiques comme l'abaissement de la viscosité et de la masse volumique de la phase solvant.

## Coefficient de partage
L'opération d'extraction liquide-liquide exploite la différence d'affinité d'un soluté vis-à-vis des deux phases en présence.
À l'équilibre, les concentrations du soluté dans les deux phases sont telles que le coefficient de partage K soit égal au rapport de l'activité chimique du soluté dans les deux phases :
{\displaystyle K={\frac {a_{B}}{a_{A}}}} où A et B sont les deux phases considérées.
Si les deux solutions sont suffisamment diluées, on peut considérer que :
{\displaystyle K={\frac {a_{B}}{a_{A}}}={\frac {C_{B}}{C_{A}}}}.
Ce coefficient de partage est une constante d'équilibre qui, pour un soluté et des solvants donnés, ne dépend que de la température et éventuellement de la pression.

## Rendement

### Détermination expérimentale
La méthode la plus simple et la plus précise permettant de calculer le rendement {\displaystyle R} d'une extraction chimique consiste à doser soit la quantité d'espèce passée dans la phase organique, soit la quantité d'espèce restant dans la phase aqueuse, connaissant la quantité totale d'espèce mise en jeu :
{\displaystyle R=q_{org}={\frac {n_{org}}{n_{totale}}}} ou {\displaystyle R=q_{org}={\frac {n_{totale}-n_{aq}}{n_{totale}}}}.

Le rendement est donné en valeur absolue (entre 0 et 1) ou en pourcentage (entre 0 % et 100 %).

### Calcul théorique
Le rendement théorique d'une extraction peut se calculer à partir du coefficient de partage de l'espèce concernée. La connaissance de ce rendement permettra de connaitre la quantité de produits qu'il est possible d'extraire, ou a contrario, suivant le rendement que l'on souhaite atteindre, on pourra définir le protocole d'extraction le plus adapté.
La formule de rendement s'obtient à partir de la définition du coefficient de partage :
{\displaystyle K_{p}={\frac {C_{org}}{C_{aq}}}={\frac {\frac {n_{org}}{V_{org}}}{\frac {n_{aq}}{V_{aq}}}}}
On peut en déduire que : {\displaystyle q_{org}={\frac {K_{p}}{K_{p}+{\frac {V_{aq}}{V_{org}}}}}}
On peut aussi en déduire la quantité d'espèce restant dans la phase aqueuse : {\displaystyle q_{aq}={\frac {V_{aq}}{K_{p}V_{org}+V_{aq}}}}, sachant que la quantité extraite et la quantité restant dans la phase aqueuse sont liées par la relation : {\displaystyle q_{aq}+q_{org}=1}.
Il est intéressant de réaliser plusieurs extractions successives en fractionnant le volume total de solvant, on obtient ainsi un rendement supérieur à celui que l'on obtiendrait en réalisant une seule extraction avec la totalité du volume de solvant : {\displaystyle q_{org}=1-q_{aq}=1-\left({\frac {V_{aq}}{K_{p}V_{org}+V_{aq}}}\right)^{n}} où n représente le nombre de cycles d'extraction réalisés.